# Ian Curtis
Ian Kevin Curtis (ur. 15 lipca 1956 w Manchesterze, zm. 18 maja 1980 w Macclesfield) – angielski muzyk, wokalista i autor tekstów postpunkowego zespołu Joy Division.

## Życiorys
Curtis pochodził z Macclesfield, z biednej rodziny. Będąc szesnastolatkiem mówił swoim przyjaciołom o zamiarze nieprzekroczenia 25 lat życia. Po ukończeniu szkoły został urzędnikiem i ożenił się 25 sierpnia 1975 z Deborah Woodruff (w 1979 został ojcem Natalie). Fascynował się historią i muzyką punk. Pisał również wiersze, które później stały się tekstami do muzyki Joy Division. Jego idolem był Jim Morrison. 4 czerwca 1976 na koncercie Sex Pistols spotkał Bernarda Sumnera oraz Petera Hooka i z nimi założył zespół Warsaw (późniejsze Joy Division). Jako artysta wypracował charakterystyczną manierę wokalną i niesamowite zachowania sceniczne. Jego karierę złamały postępująca epilepsja oraz niekończące się załamania nerwowe. Był też w uczuciowym rozdarciu pomiędzy dwiema kobietami: żoną, i belgijską kochanką Annik Honore. 

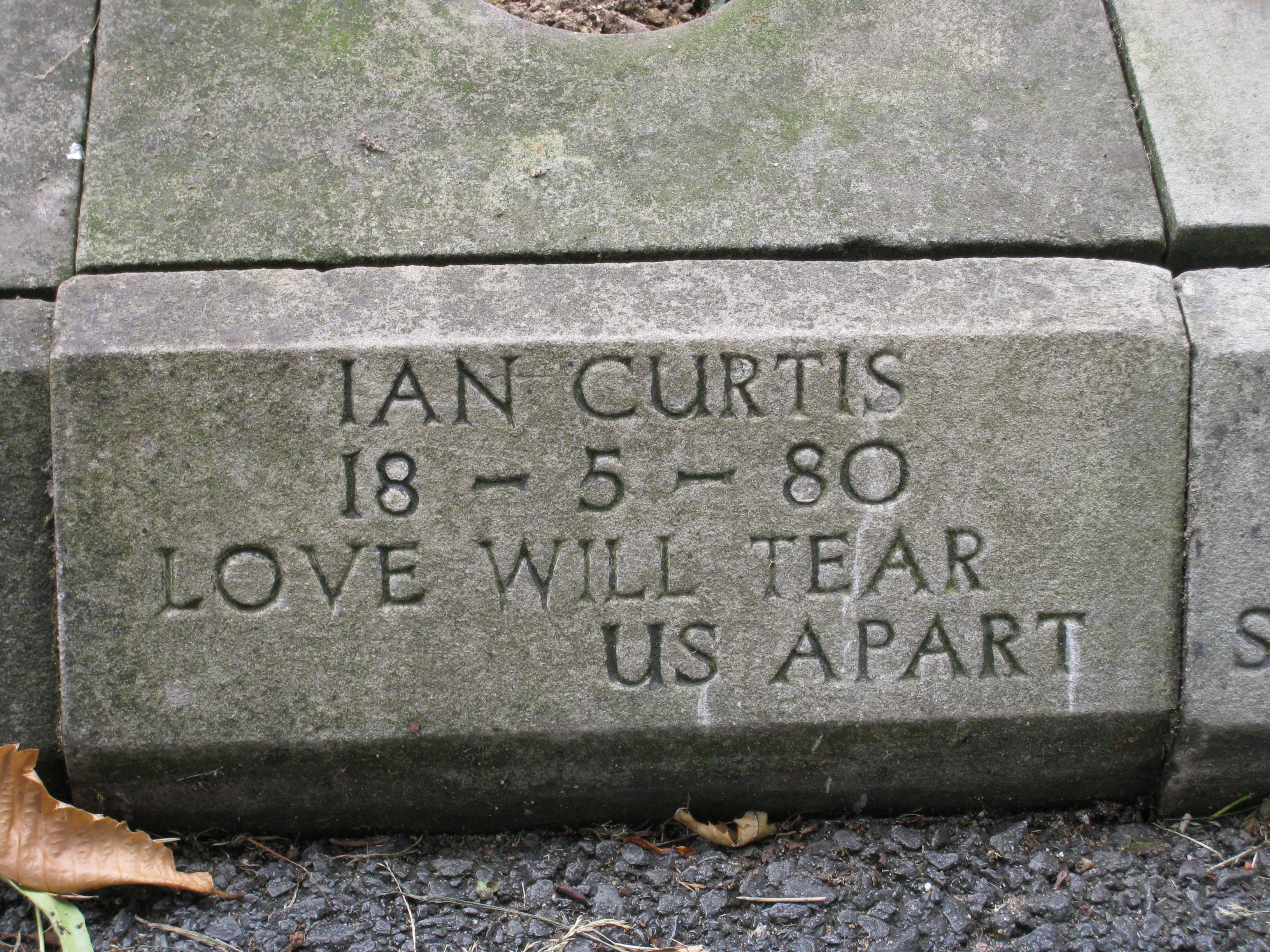
Grób w Macclesfield

18 maja 1980 Ian Curtis popełnił samobójstwo, wieszając się na sznurze do suszenia bielizny. Prawdopodobnie powiesił się po obejrzeniu filmu Wernera Herzoga pt. Stroszek i wysłuchaniu płyty Iggy’ego Popa The Idiot. Tym samym Joy Division przestało istnieć. Ciało Curtisa zostało skremowane 23 maja, a jego prochy spoczęły w Macclesfield. Na nagrobku widnieje napis Love Will Tear Us Apart, który – poza znaczeniem symbolicznym – nawiązuje do tytułu najbardziej znanego utworu zespołu.
W latach 90. wdowa po Ianie Curtisie – Deborah napisała książkę Przejmujący z oddali, w której opisała historię ich związku, a zarazem dzieje zespołu Joy Division. W 2007 roku na kanwie tej książki powstał brytyjski film biograficzny o Ianie Curtisie pt. Control. Reżyserem filmu był fotograf Anton Corbijn. W roli głównej wystąpił Sam Riley, a w rolę żony muzyka wcieliła się Samantha Morton. Film miał swoją premierę 17 maja 2007 na Festiwalu Filmowym w Cannes, gdzie został dobrze przyjęty.
Po śmierci Curtisa i rozpadzie Joy Division byli członkowie grupy założyli zespół New Order.